# Giuseppe M. Gaudino
Giuseppe Mario Gaudino, accreditato come Giuseppe M. Gaudino (Pozzuoli, 16 maggio 1957), è un regista, scenografo e sceneggiatore italiano.

## Biografia
Dopo il diploma all'Accademia di Belle Arti di Napoli si iscrive al DAMS, scegliendo l'indirizzo Spettacolo della Facoltà di Lettere e Filosofia di Bologna; quindi si diploma nel 1982 in Scenografia al Centro Sperimentale di Cinematografia di Roma, per poi dedicarsi alla regia cinematografica e televisiva.
Gira alcuni cortometraggi, come In una notte di luna piena e documentari (come Antrodoco, una storia per due battaglie), lavora in teatro come scenografo e regista, per poi girare nel 1984 il film Aldis, con il quale partecipa a diversi festival, tra cui il XV Internazionales Forum des Junges Film di Berlino nel 1985, il XII Student Film Award Academy of Motion Picture Arts and Sciences di Los Angeles (dove gli viene data la "nomination" come miglior film studentesco europeo), e alla XLII Mostra Internazionale del Cinema di Venezia, in concorso nella "Sezione De Sica".
Comincia quindi una serie di lavori ambientati nell'area dei Campi Flegrei, da film (come 00580 annotazioni per un documentario su Pozzuoli, 1988, selezionato al XVIII Internationales Forum des Jungen Film di Berlino) a documentari e progetti radiofonici (opere quali Per il rione terra, L'Assunta, Verso Baia, Giro di lune: video-trailer per un progetto di film, Là dove bocca, sguardo e cuore s'incontrano ecc.). Tra questi il film di cinquanta minuti intitolato Calcinacci (storia di una banda di ragazzini che distrugge una città) vince al Torino Film Festival il "Premio Spazio Italia" e viene invitato al Festival Cinéma du Réel di Parigi e all'International Film Festival Rotterdam.
Nel 1992 gira un ritratto di Gianni Amelio (Joannis Amaelii, animula vagula blandula) mentre a sua volta realizza il film Il ladro di bambini. Con il regista collabora anche alle scenografie del film e al successivo Lamerica (1994). Come scenografo firma anche Stesso sangue di Sandro Cecca ed Egidio Eronico (1988), L'isola alla deriva di Tommaso Mottola (1989) e La seconda volta di Mimmo Calopresti (1995). Produce e scrive con la regista, il primo lungometraggio di Isabella Sandri, Il mondo alla rovescia, selezionato al Festival di Locarno e a vari altri festival (Rotterdam, Karlovy Vary, Torino, San Paolo, e San Pietroburgo).
Dal 1995 al 1997 realizza il film Giro di lune tra terra e mare, del quale è anche produttore e co-sceneggiatore, che viene presentato in concorso alla Biennale di Venezia. Il lungometraggio vince diversi premi (tra cui il "Tiger Award" al Festival di Rotterdam, la Grolla d'oro per la Regia a Saint-Vincent, e il premio Miglior Regista alla "Semana des Realizadores" del Fantasporto) e partecipa anche a diversi altri festival (come il XLI San Francisco International Film Festival, l'VIII Fajr International Film Festival di Teheran, il Cairo International Film Festival, il Sydney Film Festival, il Philadelphia Festival of World Cinema, l'International Istanbul Film Festival) e viene selezionato dai critici della rivista Variety per una sezione speciale del XXXIII Karlovy Vary International Film Festival.
Ancora in sodalizio artistico con Isabella Sandri, nel 1999 gira La casa dei limoni, un documentario coprodotto dalla RAI che racconta il sogno impossibile di una bambina palestinese che vorrebbe lasciare il campo profughi di Sabra e Shatila in Libano e tornare al villaggio di suo nonno.
Alla XIV Mostra internazionale del Nuovo Cinema di Pesaro (2000) gli viene assegnato il premio "CinemAvvenire" quale "autore emergente del cinema Italiano degli anni '90".
Nel 2000 firma la sceneggiatura e produce Animali che attraversano la strada per la regia della Sandri, storia ambientata nelle periferie romane che racconta l'iniziazione dolorosa di una ragazza adolescente. Il film viene invitato alla Biennale di Venezia, nella sezione ufficiale "Cinema del presente" e ad altri festival (Sydney, Karlovy Vary, Paris, Villerupt) e viene distribuito dall'Istituto Luce.
Nel 2001 gira il cortometraggio in animazione Gli amori di Aldis. Amore 101, 102, 103…, premiato con una menzione speciale al Festival di Torino e invitato al XXXI Festival di Rotterdam, quindi un documentario prodotto da TELE+, dal titolo O' ciuna! (Oh, ragazzi!), su albanesi minorenni in Italia, selezionato al "Festival Internazionale Cinema Giovani" di Torino.
Ancora nel 2001 gira il documentario Scalamara, parte della serie prodotta da Nanni Moretti e Angelo Barbagallo I diari della Sacher, ispirata a storie vere dell'Archivio Diaristico Nazionale di Pieve Santo Stefano. Invitato alla Biennale di Venezia, il film racconta i desideri di un ragazzo di 71 anni che ha continuato a cercare sua madre da quando l'ha abbandonato da piccolo, fino a diventare per lui una sorta di "chimera" irraggiungibile e inseguita per tutta la vita.
Nel 2003 realizza Materiali a confronto. Albania 1994 – Italia 2002, un documentario di 110 minuti selezionato alla LX Biennale Venezia, sezione "Nuovi territori", un lavoro sulle immagini sedimentate tra memoria e realtà, sul passato e il presente visto da un angolo del mondo.
Dal 2003 al 2005 realizza con Isabella Sandri un film documentario prodotto dalla Fandango, Maquilas, ambientato tra le operaie delle fabbriche di Ciudad Juárez, dove centinaia di donne vengono ritrovate uccise e fatte a pezzi. Presentato al Festival di Torino, vince il "Premio Speciale della Giuria" e il "Premio Cipputi", come miglior documentario sul mondo del lavoro.
Dal 2003 al 2008, sempre con Sandri, realizza il documentario Storie d'armi e di piccoli eroi, girato in Afghanistan, la storia di un orfano delle "bombe intelligenti" che riesce a salvarsi grazie alla sua passione per la scrittura e i libri, mettendo la penna contro le bombe, per arginare l'inferno del proprio Paese, tramite un'esistenza semplice e votata al futuro.
Dal 2007 al 2010, con la Sandri, realizza Per questi stretti morire (Cartografia di una passione), sull'avventura nella Terra del Fuoco di Alberto Maria De Agostini. Presentato nella sezione competitiva internazionale "Orizzonti" alla LXIV Mostra Internazionale d'Arte Cinematografica di Venezia, il film ricostruisce la vita in Patagonia dal 1910 al 1935 di un salesiano, cartografo, fotografo e cineasta che si strugge per la scomparsa degli ultimi indios e per la bellezza del paesaggio (realizzando il film Terre magellaniche). Il film ha vinto il premio "Città di Imola" come miglior film italiano presente al Film Festival di Trento 2011 e il Premio Speciale della Giuria al XVIII “Premio Libero Bizzarri”, entrambi del 2011.
Esiste sul lavoro di Gaudino-Sandri il film-documentario dal titolo Les Champs brûlant di Catherine Libert e Stefano Canapa, che è stato presentato al LXIII Festival del film di Locarno nel 2010 e ha vinto il Premio Speciale della Giuria alla XXIX edizione del Torino Film Festival.
Nel 2015 presenta in concorso al Festival di Venezia il suo secondo lungometraggio, Per amor vostro. La protagonista del film Valeria Golino vince  la Coppa Volpi per la miglior interpretazione femminile.

## Filmografia

### Regista

#### Documentari
- Antrodoco, una storia per due battaglie (1983)
- 0567 - Appunti per un documentario su Pozzuoli (1988)
- Joannis Amaelii, animula, vagula blandula (1992)
- La casa dei limoni, co-regia di Isabella Sandri (1999)
- O' ciuna! (2001)
- Scalamara (2001)
- Materiali a Confronto. Albania-Italia 1994-2002 (2003)
- Scalo a Baku, co-regia di Isabella Sandri (2003)
- Maquilas, co-regia di Isabella Sandri (2004)
- Storie d'armi e di piccoli eroi, co-regia di Isabella Sandri (2008)
- Per questi stretti morire, co-regia di Isabella Sandri (2010)

#### Cortometraggi
- In una notte di luna piena (1981)
- Gli amori di Aldis (2001)

#### Mediometraggi
- Aldis (1985)
- Calcinacci, co-regia di Isabella Sandri (1990)
- Italia '90: lavori in corso, co-regia collettiva (1990)

#### Lungometraggi
- Giro di lune tra terra e mare (1997)
- Per amor vostro (2015)

### Sceneggiatore
- Un confine incerto, regia di Isabella Sandri (2019)